# Commemoració del martiri de Fàtima

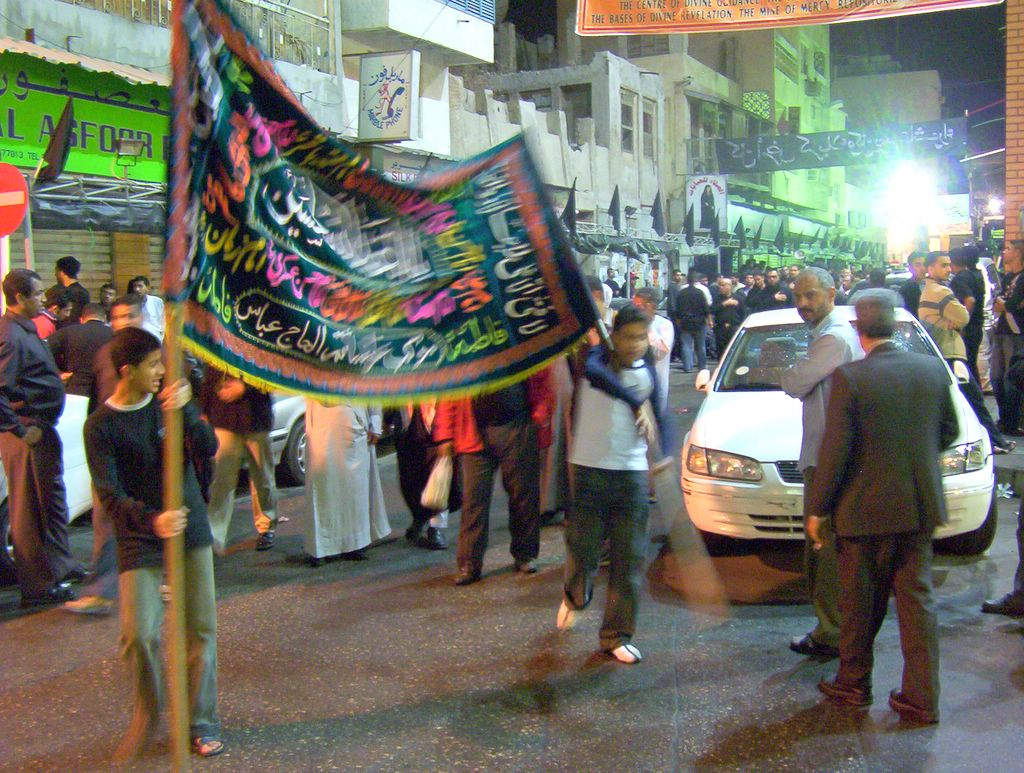
Escena de la celebració al Bahrain

La commemoració del martiri de Fàtima són unes cerimònies practicades pels xiïtes, en especial pels iranians, durant el mes de jumada al-ula que commemoren l'aniversari del martiri de Fàtima az-Zahrà, filla del profeta Mahoma i muller de l'imam Alí ibn Abi-Tàlib.